# Adolf Loewe
Adam Adolf Loewe (ur. 9 sierpnia 1811 w Kaliszu, zm. 24 listopada 1885 w Warszawie) – polski architekt pochodzenia.

## Życiorys

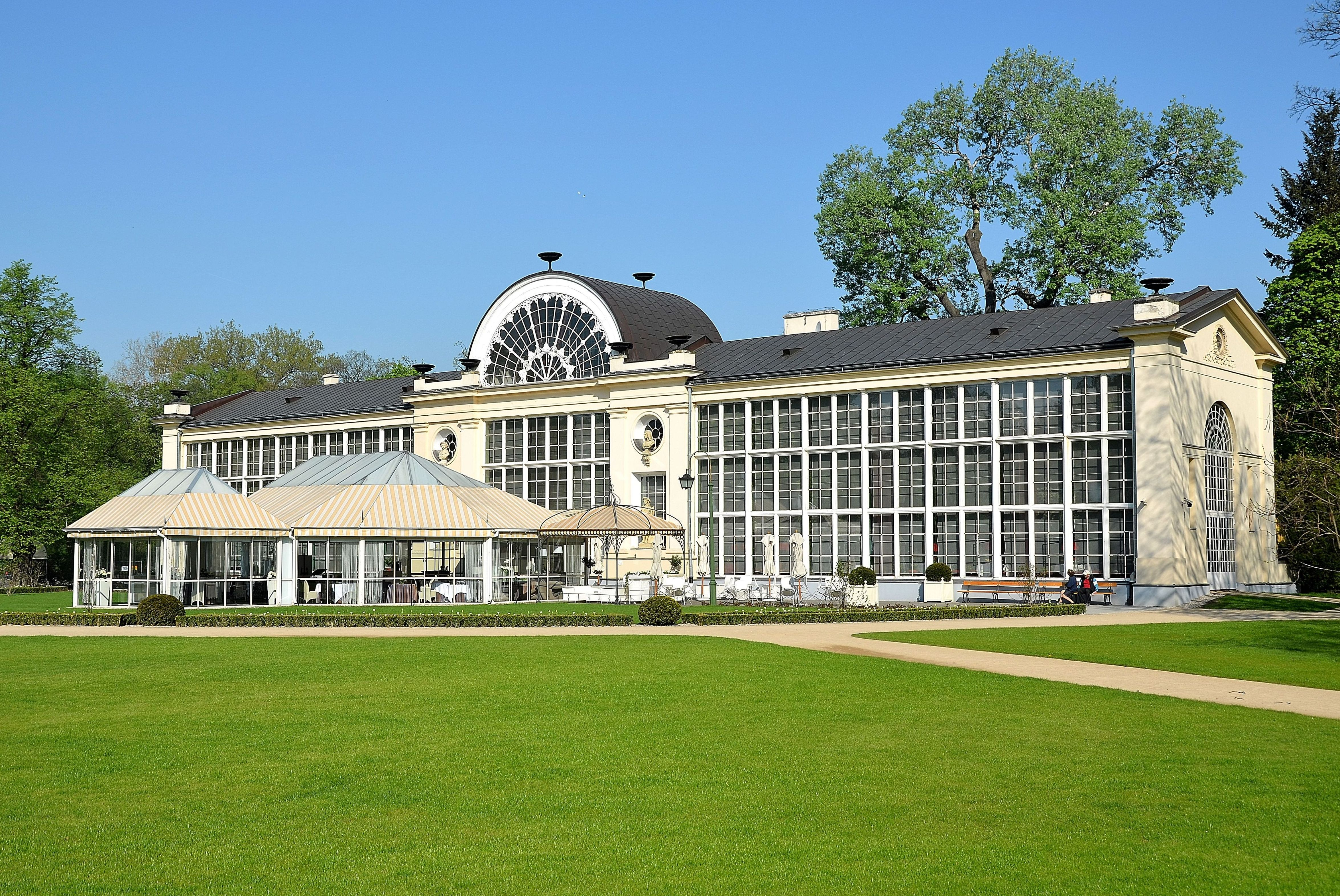
Nowa Pomarańczarnia
w Łazienkach Królewskich
w Warszawie

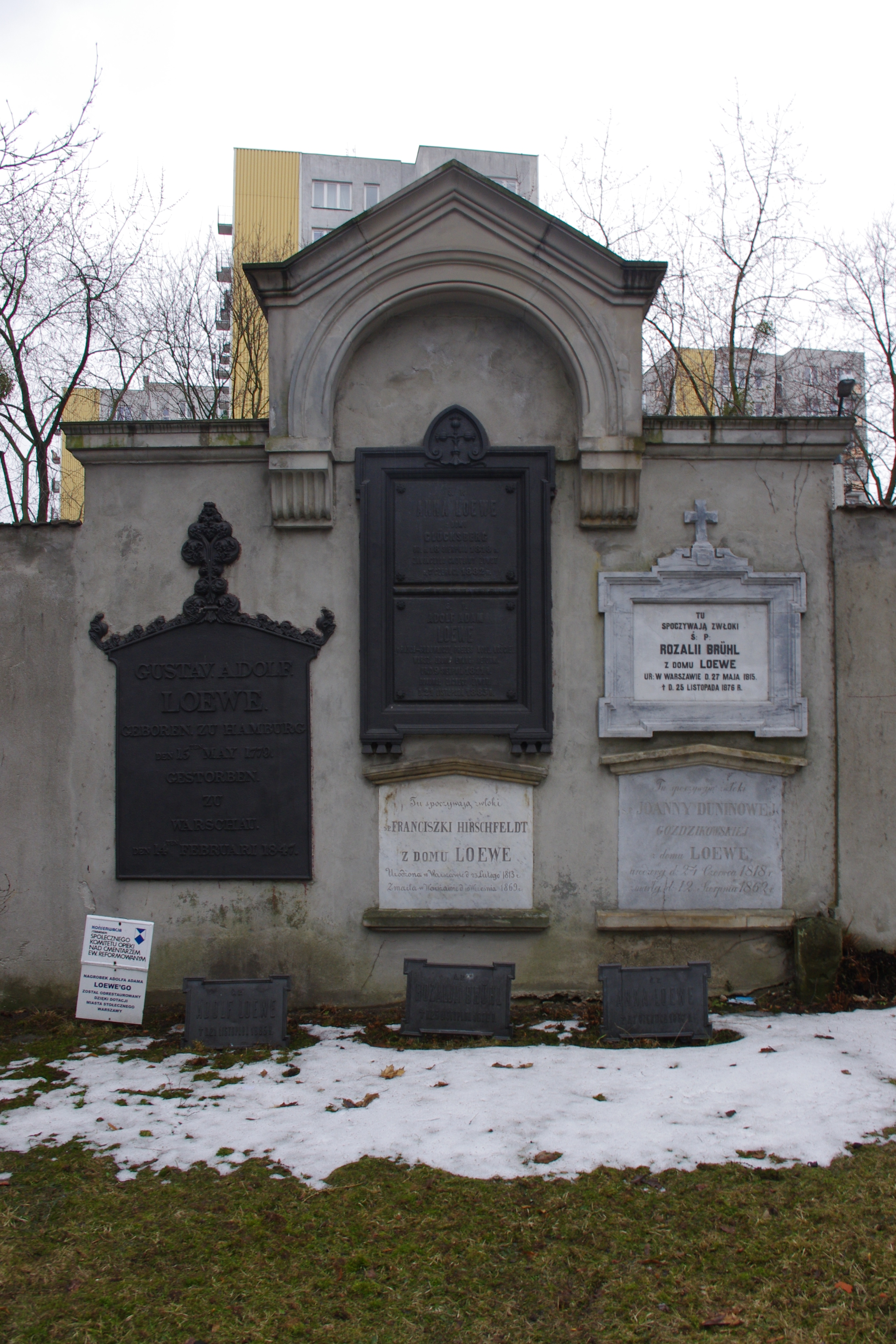
Grób Adolfa Loewego na cmentarzu ewangelicko-reformowanym w Warszawie

Urodził się jako syn bankiera, Gustawa Adolfa (1774–1847) i Emilii Treu (1784–1836). Studiował na Królewskim Uniwersytecie Warszawskim oraz w Berlinie i Monachium.
W latach 1838−1848 sprawował funkcję budowniczego powiatu warszawskiego, a w okresie 1855−1867 był członkiem Rady Budowniczej. Zaprojektował m.in. warszawski kościół ewangelicko-reformowany, Nową Pomarańczarnię w Łazienkach Królewskich, dom przytułku sierot i ubogich przy ulicy Wolskiej, nadbudowę oficyn pałacu Czapskich, świątynię parafialną w Promnie oraz pałac w Teresinie.
W uznaniu zasług został odznaczony Orderem św. Stanisława III (1860) i II klasy (1866). W 1877 otrzymał szlachectwo dziedziczne Cesarstwa Rosyjskiego.
Został pochowany na cmentarzu ewangelicko-reformowanym w Warszawie (kwatera I-5-3).

## Życie prywatne
Był żonaty z Anną Emilią Glücksberg (1818–1882, córką Natana Glücksberga), z którą miał sześcioro dzieci: Jana Mikołaja (1842–1903, kupca w Moskwie), Władysława Karola (1843–1893, inżyniera, konsula belgijskiego w Kijowie), Kazimierza Franciszka (1845–1924, architekta), Wandę Emilię (1850–1931), Stanisława Leona (1852–1853) i Reginę Jadwigę (ur. 1856).

## Upamiętnienie
Tablica pamiątkowa w kościele ewangelicko-reformowanym w Warszawie.